# 高気圧業務特別教育規程
高気圧業務特別教育規程（こうきあつぎょうむとくべつきょういくきてい、昭和47年9月30日労働省告示第129号）は、高気圧作業の特別教育についての基準を定めた厚生労働省告示である。
高気圧作業安全衛生規則に基づき定められたものである。
本告示は次のような内容になっている。
- 空気圧縮機を運転する業務に係る特別教育
- バルブ等を操作する業務に係る特別教育
- 再圧室を操作する業務に係る特別教育
- 高圧室内業務に係る特別の教育